# Forestville (ort i Australien, New South Wales)
Forestville är en ort i Australien. Den ligger i kommunen Warringah och delstaten New South Wales, i den sydöstra delen av landet, omkring 10 kilometer norr om delstatshuvudstaden Sydney. Antalet invånare är 7 803.
Trakten är tätbefolkad. Närmaste större samhälle är Sydney, omkring 10 kilometer söder om Forestville. 
Runt Forestville är det i huvudsak tätbebyggt. Genomsnittlig årsnederbörd är 1 380 millimeter. Den regnigaste månaden är februari, med i genomsnitt 200 mm nederbörd, och den torraste är juli, med 36 mm nederbörd.